# Microtus transcaspicus
Microtus transcaspicus är en däggdjursart som beskrevs av Konstantin Alexeevitsch Satunin 1905. Microtus transcaspicus ingår i släktet åkersorkar och familjen hamsterartade gnagare. Inga underarter finns listade i Catalogue of Life.
Hannar når en kroppslängd (huvud och bål) av 97 till 135 mm, en svanslängd av 41 till 55 mm och en vikt av 42 till 77 g. Hos honor är kroppslängden 100 till 140 mm, svanslängden 38 till 52 mm och vikten 36 till 80 g. Av honans spenar ligger fyra på bröstet och fyra vid ljumsken. Ovansidans päls är ljusbrun till gråbrun med gula nyanser. Den blir mer gulaktig fram till kroppssidorna och undersidan är ljusgrå. På bakfötternas undersida finns sex trampdynor.
Denna gnagare förekommer i gränsområdet mellan Iran och Kazakstan. Några fynd finns dessutom från Afghanistan. Utbredningsområdet ligger 300 till 2000 meter över havet. Arten vistas i fuktiga delar av annars torra stäpplandskap. Den hittas ofta nära vattendrag där det finns buskar och träd.
En familjegrupp skapar ett underjordiskt tunnelsystem som täcker en yta av 3 till 5 m². Boet har 2 till 5 utgångar. Microtus transcaspicus livnär sig av olika växtdelar. Honor kan ha upp till tre kullar mellan våren och hösten med cirka 6 ungar per kull. Kanske förekommer inga födslar under heta sommarmånader. Exemplar i fångenskap var könsmogna efter 1,5 månader och de nådde sin fulla storlek efter 2,5 till 3 månader.
För beståndet är inga hot kända. Hela populationen anses vara stor. IUCN kategoriserar arten globalt som livskraftig.